# Kudłajówka
Kudłajówka (ukr. Кудлаївка) – wieś na Ukrainie  w obwodzie tarnopolskim, w rejonie krzemienieckim. 